# 이량 (1519년)
이량(李樑, 1519년 11월 17일 ~ 1582년 3월 8일)은 조선 중기의 왕족이자 문신, 외척이었다. 왕족으로는 조선 태종의 차남 효령대군의 5대손이었고, 외척으로는 명종의 왕비 인순왕후와 심의겸 남매가 그의 외조카였다. 현령으로 전성군에 추봉된 이대(李對)의 아들이다. 본관은 전주(全州)이며 자는 공거(公擧)이다.
왕족으로 1546년(명종 2) 생원시와 진사시에 모두 합격하고 그 뒤 음서로 관직에 올라 현신교위를 지냈다. 1552년(명종 8) 문과에 급제하여 인순왕후의 외삼촌이라는 배경으로 초고속 승진을 거듭하여 1563년 이조판서에 이르렀다. 그해 이조전랑에 추천된 자신의 아들 이정빈(李定賓)이 상피제로 갈리면서 후임으로 부임한 이정빈의 친구 유영길의 임명을 반대하던 박소립, 허엽, 윤근수, 윤두수, 기대승 등을 탄핵하려다가, 그해 10월 이를 막으려는 외조카 심의겸의 사주를 받은 홍문관부제학 기대항의 탄핵을 받고 유배, 배소에서 죽었다.
사후 손자 이충(李沖), 이명(李溟)의 현달로 증 숭정대부 의정부좌찬성에 추증되었다. 그는 훈구파는 아니었지만 윤원형, 윤임, 심통원과 함께 조선 명종 때의 대표적인 척신세력이었으며, 부계로도 왕족이었다. 또한 연산군의 생모 폐비 윤씨의 친정 종손녀 사위였다. 정사룡(鄭士龍)의 문인이다. 경상남도 출신.

## 생애

### 출생과 수학
이량은 1519년 효령대군의 4대손 전성군 이대와 정종보(鄭宗輔)의 딸 동래정씨의 여섯째 아들로 경상남도 의령군 서간(西干)에서 태어났다. 명종의 왕비인 인순왕후(仁順王后)의 외숙으로, 부계로는 효령대군의 5대손이었다. 어머니 동래정씨는 정종보의 딸이며 세조 때의 공신이자 재상 정창손(鄭昌孫)의 증손녀였다.
효령대군 보의 아들 보성군 합의 4대손이며 증조부는 율원군, 할아버지는 여양부정(呂陽副正) 자겸이었다. 아버지 이대는 용강현령에 이르렀지만 이량과 그의 형제들의 거듭된 출세로 증직으로 호조참판과 호조판서에 추증되었다가 여러번 거듭 추증되어 증 대광보국숭록대부 의정부영의정으로 추증되었다. 그의 여동생 중 한명은 심강에게 시집갔는데, 인순왕후와 심의겸, 심충겸 남매의 어머니가 된다.
어려서 정사룡(鄭士龍)의 문하에서 학문을 수학하였다. 1546년(명종 2) 생원시에 합격하여 생원이 되고, 그해의 진사시에 합격하여 진사가 된다. 그 뒤 음보로 출사하여 현신교위(顯信校尉)을 지냈다. 1551년에는 성균관에 입학하여 수학하였다. 그해 2월 사간원과 사헌부에서 불교양종을 혁파할 것을 여러번 주청했다가 거절당하자 2월 11일 성균관 강학을 거부하였다. 그러나 명종은 이들을 타일렀고, 임백령(辛百齡), 이언이(李彦怡), 강극성(姜克誠), 박율(朴栗), 심순(沈荀), 정붕열(丁朋說) 등 6인과 함께 이틀만인 2월 13일에 다시 성균관에 나왔다.

### 관료 생활

#### 과거 급제와 관료생활 초반
현신교위로 재직 중 과거에 응시하였다. 1552년(명종 7) 스승인 정사룡이 고시관이 되어 과거 시험을 주관하게 되자, 그의 후원으로 식년문과에 응시하여 갑과에 장원으로 급제하였다. 이때 그의 스승인 정사룡이 미리 시험 주제인 전(箋)의 제목을 양에게 알려주어 그로 하여금 오랫동안 글을 구상하게 해서 시험에 합격하게 했으므로 물의(物議)가 떠들썩하였다. 그 뒤 주서(注書)가 되었다.
한편 그의 매부 심강(沈鋼)이 그를 홍문록에 추천하였다. 심강은 아버지 심연원(沈連源)에게 그를 홍문록(弘文錄)에 들도록 하자고 추천하자 심연원이 “너의 처남 이양이 만약 청반에 들게 되면 많은 당류(黨類)를 심어 나라를 그르치지 않겠느냐?”며 반대하였다. 그러나 스승 정사룡 등의 추천으로 결국 홍문록에 들게 된다.
1552년(명종 7년) 6월 승정원 주서(承政院注書)를 거쳐 경기도도사(都事)로 나갔다. 1555년 9월 스승 정사룡의 추천으로 호당(湖堂)에 들어가 사가독서(賜暇讀書)를 하였다. 일찍부터 그가 왕족이라는 배경을 본 김백균(金百鈞), 이언충(李彦忠), 정척(鄭惕), 조덕원(趙德源) 등이 그와 가까이 지내게 된다. 또한 환관 정번(丁蕃) 역시 그와 가까워졌는데, 정번을 통해 대궐의 대소사를 쉽게 접하게 된다.
1555년 11월 사가독서 중 자신의 위세를 자랑했다는 이유로 사헌부장령 김규(金虬)의 탄핵을 받은 뒤, 연속으로 사헌부의 탄핵을 받고 독서당에서 제명되었다.
| “ | 요즈음 사습(士習)이 바르지 않아 분경(奔競)하는 것이 풍속을 이루어 구구(區區)하고 구차스럽게 편안히 여기면서 부끄러워할 줄 모르니 매우 한심스럽습니다. 예조 정랑 이양(李樑)은 본래 허황하고 거짓된 사람으로 부귀한 집안에서 생장하여 본디 지식이 없으며, 한갓 벼슬을 얻지 못할까 근심만 하고 명예와 절개가 중하다는 것을 돌아보지 않았습니다. 사소한 이익을 위하여 파리처럼 분주히 다니며 개와 같은 행동으로 출세의 방도를 삼은 까닭에, 사람들이 모두 천박하고 비루하게 여겨서 사류(士類)에서 용납되지 않은 것이 오래되었습니다. 그런데 무릇 간선(揀選)하는 지위에 있으면서도 분주하게 얻기를 구하여 못하는 짓이 없으며, 조금이라도 뜻대로 되지 않으면 번번이 원망하는 말을 내었습니다. 홍문록(弘文錄)·독서당(讀書堂)의 선임 같은 것은 그 간택(揀澤)이 매우 정밀하여 구차스럽게 얻을 수 없는 것인데도 독서당의 선임하는 시기에 임하여 여러 사람들에게 과장(誇張)하기를 ‘아무아무는 나에게 사사로이 후하게 하였으니 내가 틀림없이 참여하게 될 것이다.’고 하였으며, 이미 선임에 참여된 뒤에는 스스로 ‘홍문관은 쉽게 얻을 수 있다.’고 하였다가 본관(本館)의 녹(錄)에 참여하지 못함에 미쳐서는 말하기를, ‘아무개는 나에게 권점(圈點)하였으니 내가 후하게 할 것이고, 아무개는 나에게 권점하지 않았으니 내가 박하게 할 것이다.’ 하며, 칭찬하기도 하고 헐뜯기도 하면서 은인(恩人)과 원수로 여기니 그 마음씀이 괘씸합니다. 그리고 지난번에 도사(都事)가 되었을 적에 폐단을 끼친 일도 한두 가지가 아닙니다. 그를 파직하고 독서당의 선임도 아울러 삭제하소서. | ” |

그러나 '전파된 말이 어찌 모두 사실이겠는가. 파직은 시키지 말고 독서당만 삭제하도록 하라'며 왕의 특별 배려로 사가독서만 제명당한다. 이후 사헌부에서 몇차례 그를 탄핵하였으나 왕이 듣지 않았다.

#### 청요직 역임, 고속 승진
이후 예조정랑을 거쳐 58년 5월 병조정랑이 되고 명종의 각별한 신임을 받아 그해 6월 사간원헌납(獻納)이 되었다. 1558년 7월 왜국 사신의 행동을 제대로 감찰하지 못했다 하여 대사간 윤인서(尹仁恕), 사간 이지신(李之信) 등 사간원 관원이 동시 사퇴할 때 함께 대기하였으나 명종의 특별배려로 그해 7월 15일 수찬(修撰), 7월 27일 홍문관 교리가 되었다. 이후 홍문관 수찬(修撰), 교리(校理), 10월 사헌부 지평(持平) 등의 삼사와 언관직을 주로 역임하였다. 그 뒤 그가 명종의 총애를 받게 되자 대소 문무관 중에 그의 심복을 자처하는 자들이 늘어났고, 환관 정번(丁蕃)은 그에게 정보를 주고받으며 그의 심복이 되었다. 그 뒤 한때 그의 세력에 빌붙던 김규와는 1557년 한 기생을 놓고 다투기도 한다. 1558년초 홍문관 교리, 사헌부지평, 그해 12월 다시 병조정랑이 되었다. 한편 윤원형 세력을 견제하려던 심통원이 그와 결탁, 심통원일파와 함께 박소립(朴素立) 등을 공격, 배척하였다.
1559년 1월 9일 홍문관부교리가 되었다가 1월 22일 다시 병조정랑이 되었다. 그러나 59년 2월 홍문관으로 다시 옮겨 2월 6일 부응교(副應敎)가 되고 독서당 학사(讀書堂學士)로 시사(試射)에 선발되었다가 그해 3월 8일 다시 홍문관 응교, 5월 15일 홍문관 전한을 지냈다. 이후 문정왕후(文定王后)를 배경으로 하여 세력을 확대시킨 윤원형(尹元衡)의 세력을 견제하려는 명종의 의지로 6월 23일 승지로 발탁되었다. 이후 6월 23일 다시 승정원동부승지로 발탁된 뒤, 부제학 등으로 요직에 임명되었으며, 바로 초고속 승진하여 바로 당상관이 되었다.
원래 명종은 그에게 승지직을 과거 급제 직후 초배(超拜)하려고 하였으나 언론의 반대로 그 일을 어렵게 여기다가 마침내 전례(前例)를 끌어대어, 집의, 사간, 부응교 이상을 지낸 자도 아울러 승지에 추천할 수 있도록 이조(吏曹)에 명해서 이량을 특별히 승지로 임명하였다. 사헌부와 사간원에서는 계속 그의 성품이 어리석다는 이유로 반대하였지만 그때마다 명종은 그를 특별히 후원해주기도 했다. 1559년 7월 24일 왕명으로 유전(柳㙉), 정윤희(丁胤禧), 박순(朴淳) 등과 함께 중국의 고사를 그린 화족(畫簇) 4척(隻)을 선물로 받고, 여기에 십운 배율(十韻排律)의 시제(詩題) 4수를 그림 위에 지어 보냈다.

#### 관료 생활
그 뒤 우승지로 발탁되었으며, 1559년 10월 2일 우승지로 명종의 명을 받아 내관(內官) 최한형(崔漢亨)과 함께 평양부(平壤府)에 가서 태조의 어용(御容, 어진)을 봉심(奉審)하고 돌아왔다.
| “ | 우리 태조께서 천운에 부응하여 나라를 여셨다. 어용을 개성부(開城府)·경주(慶州)·전주(全州)·평양·함흥(咸興)에 봉안(奉安)하였는데, 개성부에는 해마다 봉심했으나 다른 곳은 한번도 봉심하지 않았으니 선조를 받드는 뜻에 어그러져 매우 미안하다. 가서 봉심하라 | ” |

1559년 승정원도승지가 되었다가 그해 11월 28일 홍문관 부제학으로 전임되었다. 1560년 1월 경연참찬관이 되었다. 그해 1월 19일 조광조 문제가 되자 그를 변호하고, 내직의 신하를 외직에 임명하는 문제를 논하였다. 1월 19일에는 왕을 친히 인견하여 조광조를 변호하고 지방관을 임명하면서도 내직을 소홀히하는 점을 지적한다.
| “ | 지난번 상께서 유생 배익겸(裵益謙)의 상소 때문에 조광조(趙光祖)의 사람됨을 하문하셨는데 정원에서 이미 그 대체적인 것을 아뢰었습니다. 그때 옥당(玉堂)에서도 조광조의 심사에 대해 계달하려고 했었으나 우선 경연에 나오실 날을 기다리고 있었습니다. 신은 후생으로 조광조의 일을 자세히 알 수는 없습니다. 그러나 지금 조광조를 논하는 자들은 모두 ‘사심(邪心)이 없었고 단지 임금을 사랑하고 국가를 걱정했을 뿐이다.’고 합니다. 중종의 성대(盛代)를 만나 충분히 좋은 정치를 이룩할 수 있었는데 추종하는 자들이 대개가 경박하고 천잡(淺雜)한 사람들이었기 때문에 법도를 어지럽혀 마침내 인심이 두 마음을 가지게 되었습니다. 그래서 조광조도 처신하기가 곤란하게 되었는데도 경박한 무리들은 도리어 치성하여 마침내 예측할 수 없는 화단이 일어나기까지 했던 것입니다. 사람들은 지금까지도 모두 그것을 애석하게 여기고 있습니다. 혹자는 ‘조광조는 비록 어질다 하더라도 뒤에 일어났던 난신들은 모두 조광조를 추종했던 무리이다.’라고 말하기도 하는데, 이 말이 조광조를 위해 변명하기가 제일 어려운 것입니다. 그러나 그렇게 된 까닭은 조광조의 명성이 매우 높아 사림이 추모했기 때문에 명예를 구하는 자는 반드시 그를 빙자하여 성사시켰고, 뜻을 이룬 뒤에는 도리어 조광조를 배반하고 제멋대로 심술을 부렸으니, 이것이 어찌 조광조의 잘못이라고 할 수 있겠습니까? 신이 매번 옥당에서 동료들과 논변했으므로 감히 아룁니다. | ” |

| “ | 지금 군현(郡縣)이 잔폐하고 수령들이 용렬하여 모두 백성을 학대(虐待)하고 있으므로 상께서 이 폐단을 통렬히 개혁하고자 하시어 어떤 때는 특명으로 시종신(侍從臣)2417) 을 외직에 보임(補任)하기도 하시었으니 참으로 태평 성대의 아름다운 일입니다. 그러나 내(內)와 외(外)가 어떤 것이 중하며, 임금과 백성 중에 어떤 것이 급합니까? 한 읍(邑)을 소복(蘇復)시키는 것은 조그만 은혜요, 임금의 마음을 바로잡는 것은 큰 일입니다. 바깥만을 생각하시고 안을 돌아보지 않으시어 내직(內職)에 있는 신하를 모두 여러 고을에 보하면 밖은 중히 하고 안은 소홀히 하는 잘못이 있을 뿐만 아니라 사체(事體)에도 크게 손상됨이 있으니 유념하소서. | ” |

1560년 3월 20일 사간원 대사간에 올랐다.

### 외척으로 발호

#### 고속승진과 세력 형성
이후 병조참지, 예조참판, 동지중추부사, 이조참판, 동지성균관사를 역임하며 세력을 키워나갔다. 1560년 4월 심통원과 함께 압력을 행사하여 과거 시험 합격이 취소된 신사헌의 복과를 상소하여 성사시켰다. 이무렵 이양은 특별히 임금의 후대를 받아 갑자기 고위직에 올랐는데도 기세가 대단했다 한다. 1560년 5월 12일 병조 참지, 6월 승지가 되었다. 6월 2일 서경(西京, 평양)의 산천(山川)과 누관(樓觀)의 경승(景勝)을 그려왔으며, 이때에 화사(畫史)에게 명하여 채색을 칠하여 병풍을 만들게 하고, 또 정유길(鄭惟吉)에게 명하여 시(詩)를 짓게 하한 뒤 그에게는 명하여 기(記)를 짓게 하였다. 1560년 6월 11일 다시 승정원 도승지가 되고 7월 3일 예조참판이 되었다.
1560년 7월 20일, 다음날 인견을 명받고 특별히 왕을 인견하였으며 7월 24일에는 세자빈 간택례가 5일 지체되었다 하여 예조 판서 정유길 이하 다른 예조의 관리들과 함께 사헌부의 탄핵을 받았지만 왕이 무마시켰다. 8월 24일 동지중추부사로 전임되었다. 8월 19일 다시 예조참판이 되었다. 이때 그는 명종의 총애를 받아 실권을 누렸는데, 윤원형의 세력이 그에게 빼앗기는 것을 못마땅하게 여긴 윤백원은 과거 시험 고시관으로 2개의 시험장의 시험문제를 동일한 문제를 내는 것으로 항의하기도 했다. 그해 10월 4일 이조참판이 되었다. 이때 좌찬성인 홍섬과 알력이 생겨 왕을 찾아가 홍섬을 비난하였다. 홍섬은 10월 18일 좌찬성직을 사퇴하고 세자이사(世子貳師)직에서도 해임된다. 11월 16일 동지성균관사가 되었다. 1561년 1월 왕이 특별히 유생들에게 내린 주제로, 원춘부(元春賦)의 춘자(春字) 압운(押韻)을 주제로 한 봉서를 정유길(鄭惟吉), 허엽(許曄) 등과 함께 받아 성균관 유생들에게 전달했다.
1561년 4월 3일에는 상진(尙震)·이준경(李浚慶)·심통원(沈通源)·김명윤(金明胤)·정사룡(鄭士龍)·권철(權轍)·오겸(吳謙)·정유길(鄭惟吉)·신희복(愼希復) 등과 함께 고시관의 한사람이 되어 유생들에게 강경 시험을 주관하였다. 그러나 시험의 합격자 중에 그의 아들 이정빈이 있어 이것이 문제시되기도 하였다.
이량의 등장은 윤원형 일파를 견제하기 위해 영입했지만 그러나 이량은 청렴하지는 않았다. 명종 후반에 그는 국왕의 신임을 바탕으로 정유길(鄭惟吉), 고맹영(高孟英), 신사헌, 신충헌, 김백균(金百鈞) 등과 함께 자신의 당여(黨與)를 만들고 세력을 확대하였으며, 척신이며 사돈인 심통원(沈通源) 역시 그의 세력 급성장에 도움을 주었다. 1561년 1월에는 그가 이준경을 해임하고 김명윤을 정승으로 앉힌다는 소문이 돌자 이준경은 바로 정승직에서 물러나기도 했다.

#### 외직 전출과 중앙 정계 복귀
명종은 이를 무마하기 위해서 1561년 4월 12일 그를 외직인 평안도관찰사로 내보냈다. 그러나 윤원형 세력이 다시 강력해지려 하자 1561년 5월 그를 일시적으로 불러들여 인견하였다. 바로 임백령의 시호를 잘못 지은 문제로 언관이 파직되었을 때 그는 심통원과 함께 왕의 뜻이 지당하다고만 반복했다. 평안도에 있으면서도 그는 측근인 정응두와 기대항을 통해 정국을 예의주시하였다. 1561년 9월 의주목사 이수철이 체포한 가짜 임꺽정을 체포하여 공초, 이를 왕에게 보고하였다. 이들을 의금부에 데려와 조사를 하니 해주 출신의 군사인 윤희정과 윤세공이었다. 이들은 의주목사의 꾐에 빠져 거짓 자복하였는데 서림이 이들을 보고 가짜라는 사실을 지적한 것이다. 이에 이수철에게 그 책임을 물어 파직시켰다. 이를 그대로 보고한 이량에 대한 비난도 나타났지만 왕이 무마시킨다. 평안도에 있으면서도 환관 정번 등을 통해 조정의 정세를 파악하였다.
윤원형의 세력 확장을 두려워한 명종은 1562년초 그를 다시 소환, 1562년(명종 17) 1월 14일 정청에서 특명을 내려 다시 공조참판 겸 홍문관 제학에 중용되고 다시 1562년 이조참판에 제수되었다. 이조참판에 오르면서 그의 세력은 더욱 커졌다. 그러나 명종의 밀명을 받은 심의겸이 그를 공격하면서 몰락하게 된다.
1562년 1월 21일 후임 평안도 관찰사로 내정된 평양 판관 이계(李繼)를 추천하여 포상, 당상관으로 승진하게 했다. 2월 임금이 친히 충순당(忠順堂)에 나아가 대제학 정유길(鄭惟吉)과 함께 학문이 우수한 당상관들을 시험할 때 홍천민(洪天民)·윤의중(尹毅中)·박계현(朴啓賢)을 뽑아서 시험하였다. 3월 6일 이조 참판을 거쳐 4월 25일 예조 판서에 추천되자 사직소를 올렸다.
| “ | 신은 본래 형편없는 인간인데도 훌륭한 성상을 만나 과거에 오른 지 몇 년이 못되어 아경(亞卿)의 반열에 발탁되었으니 이미 그 분수를 넘었다고 하겠습니다. 그런데 이번에 서열을 뛰어넘는 임명이 또 인망이 없는 이 몸에 미치게 되었으니, 놀랍고 황공스러운 마음에 몸둘 곳을 몰라 마치 깊은 연못에 떨어진 듯합니다. 대저 육경은 국정에 직접 참여하게 되니 진실로 그 재덕(才德)이 중망에 흡족한 자가 아니면 맡을 수 없는 것입니다. 더구나 육부(六部) 가운데에서도 종백(宗伯)은 가장 중요한 자리로서 박아(博雅)한 문장이 있고 전고(典故)를 많이 아는 자가 임명이 되어도 오히려 미치지 못할까 근심하겠거늘 신과 같이 어리석고 어두운 자가 어떻게 그 자리를 더럽힐 수 있겠습니까. 만약 예를 그르쳐 사방에 웃음거리가 되는 일이 있게 되면 소신이야 진정 책할 것도 없겠지만, 성상의 사람을 알아보는 감식안에 어찌 큰 누가 되지 않겠습니까. 삼가 원하건대 성상께서는 이 가련한 신의 간절한 심정을 굽어 살피시어 특별히 개정함을 허락해 주시고 감당할 만한 인물에게 제수하소서 | ” |

그러나 4월 29일 왕이 그의 사직을 만류하였다. 5월 11일에는 유생에게 강을 경하고 문신들을 선발하려 하였으나 해당 문신이 아들 이정빈(李廷賓), 사위 김봉서(金鳳瑞), 외조카 심인겸(沈仁謙)이므로 자신이 시험할 수 없다고 하여 면하였다. 5월 15일에는 왕명으로 왕이 준 주제로 입시한 신하들이 시를 짓자, 그는 왕명으로 시집의 서문 및 칠언장편시를 지어 바쳤다.
예조판서가 된지 3개월 후 고속승진하여 1562년 7월 14일 의정부 우참찬이 되고, 그해 9월 5일 공조판서가 되었다가 중종의 능침을 이장할 때 지문서 사관(誌文書寫官)으로 중종의 재궁을 수행한 공로로 특별히 1계급 특진했다. 1562년 10월 홍문관 제학이 되었다. 그해 11월 4일 단천군수 이언신이 군(郡)에서 생산되는 백금(白金)을 많이 바치자 그의 뇌물을 받고 선정을 베푸는 관료로 추천하여 단천군수직을 유임시키고 1계급 특진하게 했다.

### 생애 후반

#### 몰락과 유배
63년 이조판서 겸 제학 지제교가 되었다. 그러나 이때에 그의 아들 이정빈이 이조전랑으로 천거되었으나 상피제에 의해 갈리게 되면서 그 후임으로 이정빈의 친구 유영길이 추천되었다. 그러나 기대승(奇大升), 허엽(許曄) 등이 이를 반대하자, 그는 허엽, 기대승, 이문형, 이산해, 박소립(朴素立), 윤두수, 윤근수(尹根壽) 등을 제거하려다가 사림파의 사주를 받은 기대승의 사촌 형인 홍문관부제학 기대항이 그를 역으로 공격하였다. 그해 1월 27일 좌부빈객이 되었다. 그해 7월 16일 이조판서에 임명되었다. 그는 바로 사직을 청하였으나 왕이 받아들이지 않았다.
또한 그해 8월 사헌부대사헌 이감(李戡) 등을 사주하여 기대승, 허엽, 윤근수 등을 제거하려 하면서 8월 19일 홍문관부제학 기대항에게 공격을 받고 삭탈관직되었다. 또한 그들과 가까웠던 자신의 외조카 심의겸(沈義謙)을 함께 제거하려다가 오히려 돈령부영사 심강(沈鋼)과 심의겸 부자의 탄핵을 받고 삭탈관직되었으며, 이어 8월 20일부터 계속된 삼사의 탄핵으로 평안북도 강계로 유배되었다.

#### 최후
1582년 유배지에서 죽었다.
초기에는 정사룡·김홍도(金弘度)·김계휘(金繼輝) 등과 교유하였고, 세도를 펴면서는 정유길(鄭惟吉)·고맹영(高孟英)·신사헌·신충헌·이령(李翎)·이언이·김백균(金百鈞)· 이감·유영길·윤인함 등이 모두 그의 측근, 당여들이었다. 또한 궐내에는 환관 정번 등이 그의 우익이었다. 그가 유배되자 그에 대한 지나친 공격을 두려워한 윤원형 일파의 변호로 대죄는 모면하였다. 이후 그는 유배지에서 사망한다.

### 사후
그에 대한 당시의 평가는 '지나치게 재산을 축적하여 그의 집 앞은 시장과 같았다'고 한다. 뒤에 손자들 이충과 이명의 영귀로 복권되어 증 숭정대부 의정부좌찬성에 추증되었다.
등을 남겼으나 사림이 지배하는 조선에서는 복권되지 않았고 주목받지 못했다. 그의 저서들은 1945년 광복 이후에 후손들에 의해 세상에 공개되었다.
경기도 고양군 원당읍 원당리(현 고양시 원당구 원당동) 왕릉골 선영하에 안장되었다. 신도비문은 그의 스승이기도 한 정사룡이 지었다.

## 논란
1563년(명종 18) 3월에는 그가 과거 시험에 응시한 아들 이정빈을 대신하여 대신 답을 지었다는 의혹이 있다. 과거 출제 내용을 미리 빼서 아들의 답을 대신 지었다는 의혹이 있다. 그에 의하면 1563년 '이정빈이 친시(親試)에서 장원으로 합격할 수 있었던 것은 사실은 그 아비 이양(李樑)이 전의 제목을 미리 알아 기일에 앞서 미리 글을 지어놓았기 때문이다. 당초 알성시(謁聖試) 보일 것을 판하(判下)할 때 내관 정번(丁蕃)이 밤을 틈타 양의 집에 와서 사람을 물리치고 은밀한 말을 하였다. 이로부터 3∼4일간 양이 손님을 물리치고 외출하지 않았으며 알성하는 날에는 양이 또 병을 핑계대고 시관(試官)의 망(望)에도 참여하지 않았다. 정빈은 글씨를 잘 쓰는 사람을 거느리고 같이 시험장으로 나아가 곧 전을 쓰게 하여 먼저 바쳤으며, 양의 집 동복(僮僕)들이 반수 옆에서 방(榜)을 기다리다가 정빈이 장원하였다는 말을 듣고는 서로 웃으면서 ‘우리 주인이 당연히 장원을 하리라 했더니 과연 그렇게 되었다.’ 하였다.'는 것이다.
1552년(명종 7) 그의 스승 정사룡이 고시관의 한 사람으로 선발되어 과거 시험이 시행됐는데, 이때 그의 스승인 정사룡이 미리 시험 주제인 전(箋)의 제목을 양에게 미리 알려준 일로 문제가 되기도 했다.
1561년(명종 16) 4월 3일에는 고시관의 한사람이 되어 유생들에게 강경 시험을 주관했는데, 시험의 합격자 중에 그의 아들 이정빈의 이름이 있어 이것도 의혹을 받았다.

## 가족 관계
첫 부인 함안윤씨는 폐비 윤씨(제헌왕후)의 종손녀로, 첨정 윤지청(尹之淸)의 딸로, 할아버지는 참판 윤구(尹遘)이며 증조부는 부원군 윤기견이다.
- 5대조 : 효령대군(孝寧大君)
- 고조부 : 보성군 이합(寶城君 李峇, 1416년 - 1499년)
- 증조부 : 율원군 이종(栗元君 李終, 1432년 - 1476년)
- 증조모 : 무안현부인 동래 정씨(務安縣夫人 東萊鄭氏)
- 할아버지 : 여양군 이자겸(呂陽君 李子謙, ? - ?)
- 할머니 : 대흥현부인 영광신씨
- 아버지 : 전성군 이대(全城君 李薱, 1488년 ∼ 1543년)
- 어머니 : 동래정씨, 내자시정 정종보(鄭宗輔)의 딸
  - 형 : 이즙(李楫, 부윤)
  - 형 : 이백(李栢)
  - 형 : 이건(李楗, 1505년 ~ 1571년, 이조참판)
  - 형 : 이력
  - 형 : 이노(李櫓, 수안군수)
  - 형 : 이박(李樸, 공조참의)
  - 동생 : 이오(李梧, 통훈대부)
  - 누이 : 완산부부인 전주이씨(完山府夫人 全州李氏)
  - 자부 : 청릉부원군 심강(靑陵府院君 沈鋼, 1514년 ~ 1567년) - 명종의 국구(國舅)
    - 외조카 : 인순왕후
    - 외조카 : 심의겸
    - 외조카 : 심충겸
- 부인 : 함안윤씨, 생몰년 미상, 첨정 윤지청(尹之淸)의 딸
  - 아들 :이정빈 (李廷賓, 1539년 8월 18일 ~ 1592년 9월 7일)
  - 며느리 : 청주한씨, 감찰 한수(韓洙)의 딸
    - 손자 : 이충(李沖)
    - 손자 : 이명(李溟)

  - 딸 : 이씨
  - 사위 : 김봉서(金鳳瑞, 군수, 본관은 광산, 헌납 의윤(懿胤)의 아들)
  - 아들 : 이세빈(李世賓, 요절)
  - 아들 : 이언빈(李彦賓, 무후)
  - 아들 : 이한빈(李漢賓, 무후)
- 부인 : 파평윤씨, 생몰년 미상, 윤지양(尹之讓)의 딸, 자녀 없음
- 첩 : 이름 미상
  - 서자 :
- 외할아버지 : 정종보(鄭宗輔)
- 사돈 : 심연원
- 사돈 : 심통원

## 평가
한때 세력을 더욱 키우고자 자기 당파의 김명윤(金命胤)을 재상으로 삼기 위하여 우의정 이준경(李浚慶)의 사직을 상소하기까지 하였다. 축재에도 힘써 그의 집 앞은 시장과 같았다고 한다. 윤원형, 심통원과 더불어 삼흉(三凶)으로 지칭되기도 했다.

## 명종과의 관계
명종의 처외삼촌이자, 명종은 그에게 처외조카가 된다. 그러나 부계로는 12촌 형이 된다. 명종은 태종-세종대왕-세조-의경세자-성종-중종-명종이고, 이량은 효령대군-보성군-율원군-여양군-전성군-이량으로 이어진다.

## 기타
김홍도와 김계휘가 갑자기 이양과 사귀어 겉으로는 친한 척하였지만, 속으로는 실상 그의 어리석음을 이용하여 속인 것인데도 그는 이를 모르고 명사들과 사귄 것을 다행으로 여겼다. 그 뒤 이양이 대제학이 된 스승 정사룡(鄭士龍)으로 인해 사가독서의 선발에 참여되자 장령 김규가 논박해서 삭제시켰는데, 김홍도 등도 그 의논에 참여해서 알고 있었다. 이양은 비로소 그들에게 기만당한 것을 알고 드디어 크게 원망했다. 이에 김홍도 등이 패몰되자 이양은 쾌재를 부르며 시를 지었다.
이양이 박순을 강제로 불러 오려고 세 번이나 연회를 베풀고 불렀으나, 박순은 일체 사양하고 참석하지 않았다. 이렇게 되자 이양은 자못 원망하는 말을 하였는데, 사람들이 모두 박순을 위해 위태롭게 여겼으나 박순은 거들떠보지도 않았다.

## 같이 보기
| - 효령대군 - 윤원형 - 윤원로 - 윤임 - 윤지임 - 인순왕후 - 심강 - 심연원 - 심통원 - 심의겸 - 심충겸 - 보성군 - 율원군 - 윤백원 - 이문형 - 허엽 | - 을사사화 - 여양군 - 이대 - 명종 - 정사룡 - 기대항 - 기대승 - 김백균 - 고맹영 - 강극성 - 신사헌 - 신충헌 - 윤인함 - 이정빈 - 이감 - 윤근수 | - 윤두수 - 윤구 - 김효원 - 정유길 - 이회정 - 이기붕 |